# Joseph Othmar von Rauscher
Joseph Othmar von Rauscher (Viena, 6 de outubro de 1797 - Viena, 24 de novembro de 1875) foi um cardeal do século XIX.

## Biografia
Nasceu em Viena em 6 de outubro de 1797. Filho de Franz Seraph Ritter von Rauscher (1753-1837), conselheiro do governo, e Anna Maria Schneid (1768-1845). Seu pai era um oficial enobrecido em 1828 e partidário do Josefismo, por isso estava insatisfeito com sua vocação religiosa.
Inicialmente, educado por preceptores; Liceu de Viena, Viena; mais tarde, estudou direito a partir de 1816 e teologia a partir de 1820 na Universidade de Viena, onde obteve o doutorado em filosofia, direito e teologia.
Ordenado em 21 de março de 1823. Capelão em Hütteldorf. Professor de história eclesiástica e direito canônico, Salzburgo, 1825. Diretor da Academia Oriental, de Viena, e das abadias da Bem-Aventurada Virgem Maria de Monostra e Komorn, 15 de setembro de 1832. Em 1844, tornou-se professor de filosofia do futuro imperador Franz Joseph e seus irmãos, e ganhou a confiança e proteção de sua mãe, a arquiduquesa Sofia.
Nomeado bispo de Seckau, 29 de janeiro de 1849; confirmado pelo papa em 12 de abril de 1849. Consagrado em 15 de abril de 1849 pelo cardeal Friedrich Johannes Jacob Celestin von Schwarzenberg, arcebispo de Salzburgo, auxiliado por Heinrich von Stätter, bispo de Passau, e por Anton Martin Slomsek, bispo de Lavant, futuro abençoado. Nomeado administrador diocesano de Leoben. Promovido à sé metropolitana de Viena, em 27 de junho de 1853. Condecorado com a grã-cruz da Ordem Austríaca de Sankt Stefan, 1855.
Criado cardeal sacerdote no consistório de 17 de dezembro de 1855; recebeu o gorro vermelho e o título de S. Maria della Vittoria, em 23 de dezembro de 1858. Participou do Concílio Vaticano I, 1869-1870.
Morreu em Viena em 24 de novembro de 1875. Exposto e enterrado na catedral metropolitana de Viena.